# Not for Hire
Not for Hire  è una serie televisiva statunitense in 39 episodi trasmessi per la prima volta nel corso di una sola stagione dal 1959 al 1960.

## Trama
La serie racconta del sergente dell'esercito statunitense Steve Dekker di stanza ad Honolulu per conto della U.S. Army Criminal
Investigations Division che deve investigare su episodi in cui sono coinvolti principalmente militari. Nel primo episodio il portafogli di un militare viene ritrovato sulla scena di un omicidio. Nel secondo episodio una poliziotta disturbata uccide un soldato affermando che stava per violentarla.

## Personaggi
- sergente dell'esercito Steve Dekker (39 episodi, 1959-1960), interpretato da Ralph Meeker.
- Bragan (23 episodi, 1959-1960), interpretato da Ken Drake.
- Grundy (15 episodi, 1959-1960), interpretato da Norman Alden.
- Morse (5 episodi, 1959-1960), interpretato da Stanley Adams.
- Flores (4 episodi, 1960), interpretato da Jack Reitzen.
- Miller (3 episodi, 1959-1960), interpretato da James T. Callahan.
- Dealer (3 episodi, 1959-1960), interpretato da Fortune Gordien.
- Fenwick (3 episodi, 1959-1960), interpretato da Art Lewis.
- Masters (3 episodi, 1960), interpretato da Ivan Triesault.
- Madge (2 episodi, 1960), interpretato da Claire Brennen.
- Grant (2 episodi, 1959-1960), interpretato da Bill Cord.
- Johnny Burton (2 episodi, 1960), interpretato da Patrick Waltz.
- Betty (2 episodi, 1960), interpretata da Nina Roman.
- Davis (2 episodi, 1959-1960), interpretato da Jess Kirkpatrick.
- Rita (2 episodi, 1959-1960), interpretata da Jan Harrison.
- Ambrose (2 episodi, 1959-1960), interpretato da Bill Hickman.
- Omar (2 episodi, 1959-1960), interpretato da Henry Hunter.
- Madge Turner (2 episodi, 1959-1960), interpretata da Lisabeth Hush.
- Galt (2 episodi, 1959-1960), interpretato da John Marshall.
- Dixon (2 episodi, 1959-1960), interpretato da Pat McCaffrie.
- Husk (2 episodi, 1959-1960), interpretato da James Parnell.
- Ethel (2 episodi, 1959-1960), interpretato da Barbara Stuart.

## Produzione
La serie fu prodotta da California National Productions.

### Registi
Tra i registi della serie è accreditato John Florea (5 episodi, 1959-1960).

## Distribuzione
La serie fu trasmessa negli Stati Uniti dal 1959 al 1960 in syndication.

## Episodi
| Stagione       | Episodi | Prima TV USA |
| -------------- | ------- | ------------ |
| Prima stagione | 39      | 1959-1960    |